# Haemanota rubriceps
Haemanota rubriceps är en fjärilsart som beskrevs av George Francis Hampson 1901. Haemanota rubriceps ingår i släktet Haemanota och familjen björnspinnare. Inga underarter finns listade i Catalogue of Life.